# 776
776 (DCCLXXVI) fue un año bisiesto comenzado en lunes del calendario juliano, en vigor en aquella fecha.

## Acontecimientos
- El monje Beato escribe en el Monasterio de Santo Toribio, en Liébana (Cantabria, España), sus Comentarios al Apocalipsis de San Juan.